# Мой новый пистолет
«Мой новый пистолет» — комедийный фильм, вышедший в 1992 году.

## Сюжет
Жизнь Дебби и Джеральда решительно изменяется после того, как они получили оружие. Их таинственный сосед Скиппи становится важной и преобразующей фигурой в их жизни.
1. ↑  https://seventh-row.com/a-history-of-women-directors-at-the-cannes-film-festival/